# Витава (Донецкая область)
Витава (укр. Вітава) — село в Новоазовском районе Донецкой области Украины. Под контролем самопровозглашённой Донецкой Народной Республики.

## География
Село расположено на реке под названием Грузский Еланчик.

#### Соседние населённые пункты по странам света
С: Самсоново, Коньково (оба выше по течению Грузского Еланчика)
СЗ: Чумак, Калинино, Октябрьское
СВ: Клинкино
З: Бессарабка, Шевченко
В: Самойлово
Ю: Хомутово (ниже по течению Грузского Еланчика)
ЮЮЗ: Седово-Василевка (ниже по течению Грузского Еланчика)
ЮВ: Ковское, Щербак
ЮЮВ: Маркино

## Общие сведения
Код КОАТУУ — 1423687703. Почтовый индекс — 87620. Телефонный код — 6296.

## Население
- 1873 — 173 чел.
- 2001 — 68 чел. (перепись)

## Адрес местного совета
87620, Донецкая обл., Новоазовский р-н, с. Хомутово, ул. Ленина, 120.